# سی‌اس‌اس اورگن
سی‌اس‌اس اورگن (به انگلیسی: CSS Oregon) یک کشتی بود که طول آن ۲۱۶ فوت ۱۰ اینچ (۶۶٫۰۹ متر) بود. این کشتی در سال ۱۸۴۶ ساخته شد.